# Dark Horse Comics

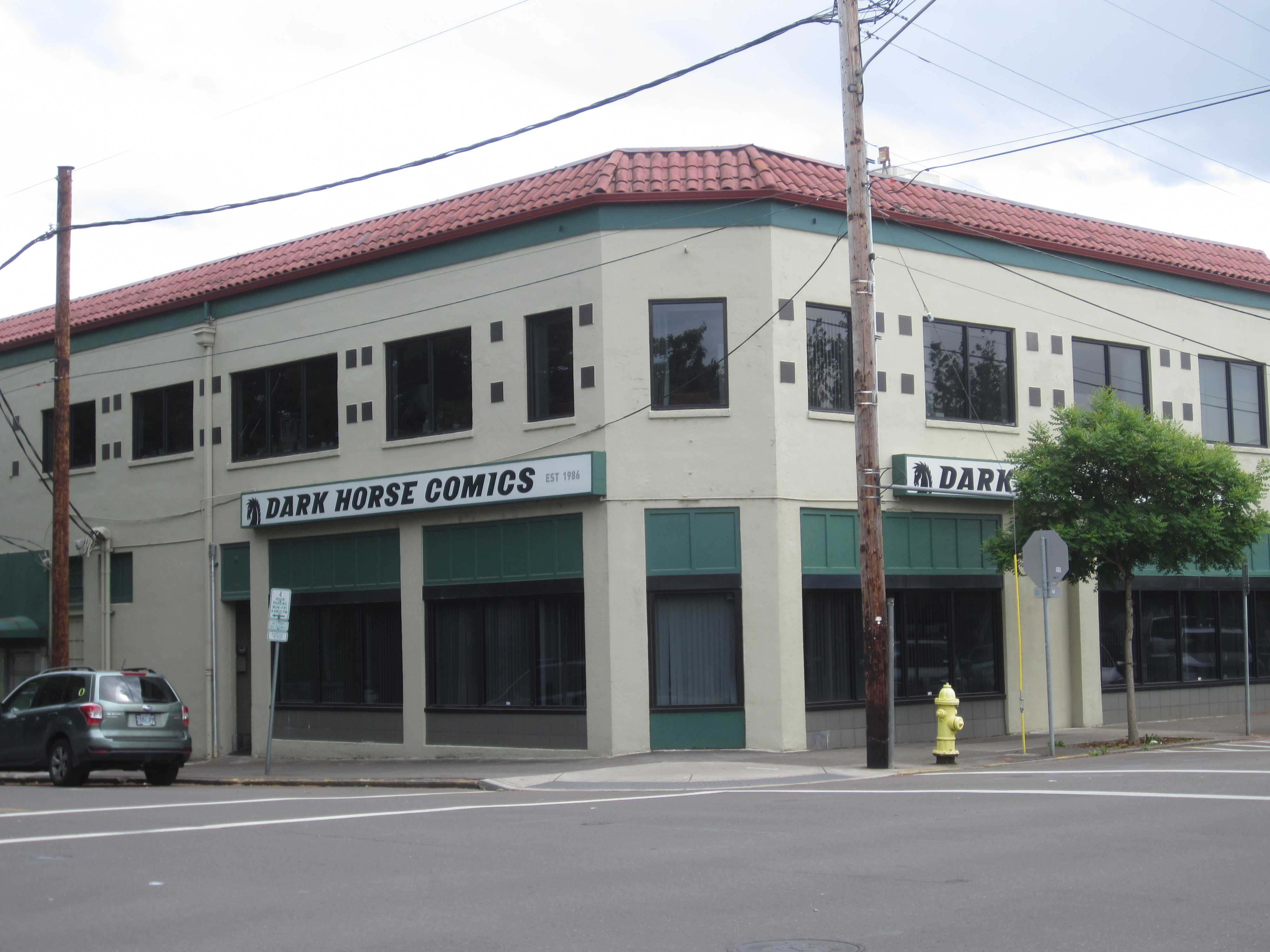
Siedziba wydawnictwa w Milwaukie w Oregonie (USA)

Dark Horse Comics – amerykańskie wydawnictwo komiksowe  działające od 1986 roku publikujące licencjonowane komiksy oraz amerykańskie wydanie mangi i komiksów europejskich. Największy niezależny amerykański wydawca komiksowy i mangowy.
Jednymi z sztandarowych tytułów wydawnictwa są Sin City Franka Millera, Hellboy Mike’a Mignoli i Usagi Yojimbo Stana Sakaia.

## Historia
Mike Richardson rozpoczął swoją działalność otwierając swój pierwszy sklep z komiksami, Pegasus Books, w Bend w stanie Oregon w 1980 roku. Korzystając z funduszy uzbieranych w wyniku sprzedaży detalicznej, rozpoczął własną działalność wydawniczą. Richardson założył Dark Horse Comics w 1986 roku w Milwaukie, z koncepcją utworzenia idealnej atmosfery dla kreatywnych profesjonalistów. Pierwszymi pozycjami były magazyn Dark Horse Presents oraz Boris the Bear.
Pierwszym znaczącym sukcesem wydawnictwa był wydany w 1988 roku licencjonowany komiks Aliens Marka Verheidena i Marka A. Nelsona, który kontynuował wydarzenia z Obcego: decydujące starcia. W 1991 roku rozpoczęli wydawanie komiksów ze świata Gwiezdnych wojen, zastępując tym samym Marvel Comics.
Dark Horse Comics odpowiada za stworzenie marki Alien vs. Predator, która powstała w wyniku oszczędności kosztów do praw autorskich zewnętrznych twórców. Crossover okazał gigantycznym sukcesem, który rozpoczął stworzenie osobnej franczyzy.
Richardson był mocno zainteresowany mangą i wyprzedził trendy rynkowe, publikując w 1988 roku pierwszą mangę wydaną przez Dark Horse Comics – Godzilla (jap. ゴジラ Gojira) adaptującą Powrót Godzilli. Od tego czasu zakupywał  licencje na mangi, a na początku lat dziewięćdziesiątych regularnie podróżował do Japonii, gdzie on kultywował silne relacje z najlepszymi talentami twórczymi. W rezultacie Dark Horse stworzył linię wydającą mangę, zawierający takie tytuły, jak Samotny wilk i szczenię, Astro Boy, Akira, Ghost in the Shell, Miecz nieśmiertelnego, Gunsmith Cats, Trigun oraz Oh! My Goddess!. W 2010 roku Dark Horse Comics rozpoczął nową współpracę z zespołem mangowym CLAMP, zbierając takie bestsellery jak Clover, Chobits i Wojowniczki z Krainy Marzeń.
Podobnie jak Dell i Gold Key, Dark Horse był jednym z niewielu dużych amerykańskich wydawnictw komiksowych, które nigdy nie umieszczały pieczęci Comics Code Authority na okładkach.

## Komiksy licencjonowane
Dark Horse Comics jest znane z tego, że publikuje wiele komiksów na licencji. Jednym z ważniejszych pozycji to uniwersum Obcy, Predator, Gwiezdne wojny (lata 1991-2014), Buffy: Postrach wampirów, Mass Effect, Dragon Age, Tomb Raider czy Conan. Dark Horse Comics ma opinię przykładnego licencjobiorcy, który traktuje materiał z szacunkiem.
Największym sukcesem był crossover Aliens vs. Predator. Innym kultowym tytułem na licencji oficyny jest RoboCop vs. The Terminator Franka Millera i Walta Simonsona, crossover ścierający ze sobą RoboCopa z Terminatorem.

## Polskie wydania

### Lista tytułów wydanych w Polsce przezAmber
- Elf Quest
- Star Wars Expanded Universe[11]:
  - Boba Fett: Polowanie na Bar-Koodę
  - Ciemna strona Mocy
  - Ciemność
  - Darth Maul
  - Dziedzic Imperium
  - Jango Fett
  - Karmazynowe Imperium
  - Opowieści
  - Ostatni rozkaz
  - Zam Wesell
  - Związek
- Legenda Korry

### Lista tytułów wydanych w Polsce przezAxel Springer
- Alien vs. Predator: Dreszcz polowania[12]

### Lista tytułów wydanych w Polsce przezDe Agostini
- Star Wars Expanded Universe[13][14]:
  - Akademia Jedi
  - Boba Fett: Gruba przesada
  - Boba Fett: Narzędzie zniszczenia
  - Boba Fett: Śmierć, kłamstwa i zdrada
  - Boba Fett: Wróg Imperium
  - Burzliwe czasy
  - Cienie Imperium
  - Ciemna Strona Mocy
  - Darth Maul
  - Droidy do zadań specjalnych
  - Dziedzic Imperium
  - Dziedzictwo
  - Imperium
  - Inwazja
  - Karmazynowe Imperium
  - Karmazynowe Imperium II: Rada we krwi
  - Karmazynowe Imperium III – Imperium utracone
  - Kres Imperium
  - Mroczne czasy
  - Mroczne Imperium
  - Mroczne Imperium II
  - Nadciągająca wojna
  - Opowieści Jedi: Złoty wiek Sithów
  - Pieśń Aurry
  - Preludium Rebelii
  - Przygody z Kalarby
  - Qui-Gon i Obi-Wan: Aurorient Express
  - Qui-Gon i Obi-Wan: Ostatni bastion na Ord Mantell
  - Rada Jedi
  - Rebelia
  - Rycerze Starej Republiki
  - Śluby sprawiedliwości
  - Mroczne widmo
  - Atak klonów
  - Wojny klonów
  - X-wingi: Eskadra Łotrów
  - Yaviński artefakt
  - Złamanie protokołu

### Lista tytułów wydanych w Polsce przezEgmont Polska
- 300
- Aliens: Dusza robota
- Big Guy i Rusty Robochłopiec
- Conan z Cymerii[15]:
  - Conan: Miasto złodziei
  - Conan: Narodziny legendy
- Czarny Młot:
  - Czarny Młot
  - Czarny Młot’45
  - Doktor Star i Królestwo Straconej Przyszłości
  - Era kwantowa
  - Sherlock Frankenstein i Legion Zła
- Hard Boiled
- Kserkses: Upadek rodu Dariusza, świt ery Aleksandra
- Martha Washington: Jej życie i czasy wiek XXI
- Mass Effect: Odkupienie
- Mignolaverse:
  - B.B.P.O.[16]
  - B.B.P.O.: 1946-1948
  - B.B.P.O.: Piekło na ziemi
  - B.B.P.O.: Plaga żab
  - Hellboy[17]
  - Hellboy w Piekle[18]
- Predator: Modlitwa do niebios
- Resident Alien
- Sin City[19]
- Star Wars Expanded Universe[20]:
  - Atak klonów
  - Apokalipsa na Endorze
  - Biggs Darklighter: bohater rebelii
  - Boba Fett: Śmierć, kłamstwa i zdrada
  - Boba Fett: Wróg Imperium
  - Boba Fett: Z odzysku
  - Bounty Hunters:
    - Aurra Sing
    - Kenix Kil
    - Łajdackie potyczki

  - Broń Jedi
  - Chewbacca
  - Cienie Imperium
  - Cienie Imperium: Ewolucja
  - Czystka
  - Darth Vader i dziewiąty zamachowiec
  - Darth Vader i widmowe więzienie
  - Darth Vader i zaginiony oddział
  - Dzieci Mocy
  - Dziedzictwo
  - Dziewczyna z Rebelii
  - Episode I - Adventures
  - Generał Grievous
  - Imperium
  - Inwazja: Uchodźcy
  - Jabba: Zdradzony
  - Jango Fett: Łowy
  - Jedi
  - Karmazynowe Imperium
  - Karmazynowe Imperium II: Rada we krwi
  - Karmazynowe Imperium III: Imperium utracone
  - Kres Imperium
  - Mara Jade: Ręka Imperatora
  - Misja Jedi
  - Misja Lorda Vadera
  - Mroczne czasy
  - Mroczne Imperium
  - Mroczne Imperium II
  - Najcenniejsza broń
  - Oblężenie Saleucami
  - Opowieści
  - Opowieści Jedi: Dawni rycerze
  - Opowieści Jedi: Upadek Imperium Sith
  - Opowieści Jedi: Złoty wiek Sith
  - Pieśń Aurry
  - Pięć dni Sith
  - Przełamując lody
  - Rada Jedi: Działania wojenne
  - Republika
  - Rutynowe męstwo
  - Rycerze Starej Republiki
  - The Old Republic: Zaginione słońca
  - Towarzysze broni
  - Trujący księżyc
  - Visionaries (fragment)
  - W cieniu Yavina
  - W służbie Imprerium
  - Wąwóz śmierci
  - Wektor
  - Więzy krwi: Jango i Boba
  - Wojna w nadprzestrzeni
  - Wojny klonów
  - Wojny klonów: Niewolnicy Republiki
  - Wyznaczona ścieżka
  - X-wingi: Eskadra Łotrów (fragment)
  - Yaviński artefakt
  - Z ruin Alderaana
  - Zdławiona nadzieja
- Wiedźmin:
  - Dom ze szkła
  - Dzieci lisicy
  - Klątwa kruków
  - Córka płomienia
- Usagi Yojimbo[21]

### Lista tytułów wydanych w Polsce przezKBoom
- Umbrella Academy[22]
- Niesamowita Dokręcana Głowa i inne kurioza[23]
- Dom Pokuty[24]
- Black Beetle: Bez Wyjścia[25]
- Kowboj z Shaolin

### Lista tytułów wydanych w Polsce przezMandragorę[26]
- Usagi Yojimbo[21]
- Star Wars Expanded Universe:
  - Tag i Bink kopnęli w kalendarz
  - Republika
  - Obsesja
  - Zaginiony klon
  - Imperium

### Lista tytułów wydanych w Polsce przezMucha Comics
- Moonshadow[a]
- Duchy zmarłych na podstawie twórczości Edgara Allana Poego

### Lista tytułów wydanych w Polsce przezNiebieską Studnię
- Fight Club 2[27]

### Lista tytułów wydanych w Polsce przezNon Stop Comics
- Giants[28]
- Nasze potyczki ze złem
- Maska
- Pan Higgins wraca do domu[29]
- The Goon - Kolekcja – tom 1[30]
- The Goon - Kolekcja – tom 2[30]
- The Goon - Kolekcja – tom 3[30]
- The Goon - Kolekcja – tom 4[30]
- The Goon - Kolekcja – tom 5[30]

### Lista tytułów wydanych w Polsce przezScream Comics[31]
- Alien:
  - 5th Scream Anniversary Edition:
    - Apokalipsa / Ksenogeneza
    - Kolonialni marines / Żniwiarze
    - Pieśń włóczni / Twierdza
    - Uprowadzeni / Spustoszenie
    - Zagłada / Buntownik

  - Aliens Classic Black and White
  - Aliens. The Original Comic Series: 30th Anniversary Edition
  - Aliens. The Original Comic Series: Koszmarny Azyl i Wojna o Ziemię
  - Bunt
  - Dead Orbit
  - Labirynt
  - Opór
  - Ratunek
  - Z prochu w Proch[32]
  - Alien: Oryginalny scenariusz
  - Alien 3: Niezrealizowany scenariusz[32]
  - Aliens: Zbawienie / Ofiarowanie
- Aliens vs. Predator:
  - Aliens vs. Predator vs. Terminator
  - Aliens vs. Predator. The Original Comic Series: 30th Anniversary Edition
  - Aliens vs. Predator. The Original Comic Series: Wojna i Wojna Trzech Światów
  - Fire and Stone
  - Krew nie Woda
  - Life and Death
  - Predator vs. Judge Dredd vs. Aliens: Dziel i plącz
- Channel Zero[32]
- Kabuki – tom 1[32]
- Lady Killer
- Predator:
  - 5th Scream Anniversary Edition:
    - Gruba zwierzyna / Wojna ras
    - Ksenogeneza / Pierwotny gniew
    - Pierwotny gniew / Świadkowie
    - Zła krew / Bratnie dusze

  - Predator. The Original Comic Series: Betonowa Dżungla i inne historie
  - Łowcy
- Terminator:
  - 2029-1984
  - Cele Drugorzędne / Wróg wewnętrzny
  - Gra Końcowa / Dolina Śmierci
  - Terminator. The Original Comic Series: Nawałnica i Jednym Strzałem
  - Płonąca ziemia
  - Sector War
- Spell on Wheels[32]
- Super Hero Girl[32]
- Tomb Raider:
  - Krucjata ocalonej
  - Piekło
  - Wybór i poświęcenie
  - Zarodnik
  - Tomb Raider – Archiwa[b][33]

### Lista tytułów wydanych w Polsce przezTaurus Media
- 300[34]
- Zbir:
  - Rozróba[30]
  - Ciągle pod górkę cz. 1[30]
  - Ciągle pod górkę cz. 2[30]

### Lista tytułów wydanych w Polsce przezTM-Semic[35]
- Aliens vs. Predator:
  - Aliens vs. Predator
  - Aliens vs. Predator vs. Terminator
  - Aliens vs. Predator: AVP
  - Wojna
  - Xenogenesis
- Aliens:
  - Anioły Apokalipsy
  - Labirynt
  - Widmo
  - Xenogenesis
- Batman versus Predator
- Batman versus Predator II: Bloodmatch
- Batman versus Predator III: Więzy krwi
- Godzilla
- Lobo/Mask
- Predator vs. Judge Dredd
- Star Wars: Mroczne Imperium I
- Star Wars: Mroczne Imperium II
- Superman/Aliens
- Terminator 2
- Witchblade/Aliens/Darkness/Predator: Mindhunter

### Lista tytułów wydanych w Polsce przezWydawnictwo Dolnośląskie
- Stranger Things. Po drugiej stronie[36]
- Stranger Things 2. Szóstka[37]